# 4 Times Baroque

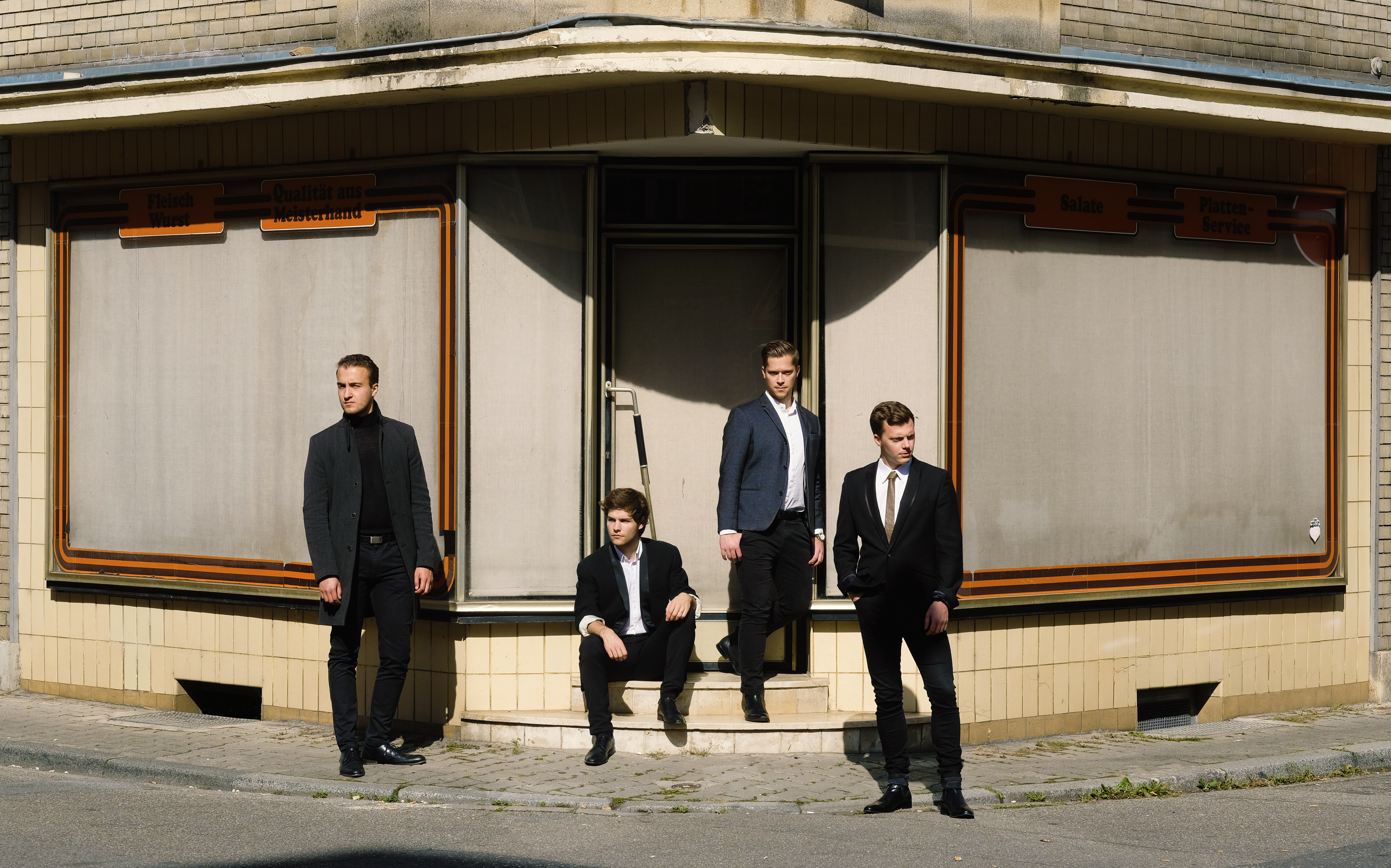
4 Times Baroque (v. l. n. r.) Alexander von Heißen, Jonas Zschenderlein, Jan Nigges, Karl Michael Simko (2017)

4 Times Baroque war ein in Frankfurt am Main ansässiges Instrumentalensemble, das sich vor allem auf die Interpretation der Musik des Barockzeitalters spezialisiert hat.

## Geschichte
4 Times Baroque wurde 2013 von den vier Musikern Jan Nigges (Blockflöte), Jonas Zschenderlein (Violine), Karl Simko (Violoncello) und Alexander von Heißen (Cembalo) gegründet.
Sie lernten sich schon in frühen Jugendjahren kennen, wodurch sowohl eine freundschaftliche als auch professionelle Verbindung entstand. Die FAZ beschrieb ihren Auftritt beim Rheingau Musikfestival als „freche, immer aber frische, energiesprühende und mitreißende Darbietung“, die Schwäbische Post bezeichnet sie als „Popstars“ und „vier junge Shootingstars der Alte-Musik-Szene“.
Das Quartett produzierte 2013 die erste CD mit Werken von Arcangelo Corelli in dessen 300. Todesjahr.
2014 wurde ein erstes Konzert vom Rundfunk im Rahmen des Festivals Rhein Vokal und der SWR Kulturnacht mitgeschnitten. In den Jahren 2015 und 2016 folgten Engagements beispielsweise beim Rheingau Musikfestival, den Thüringer Bachwochen, dem Mozartfest Würzburg, den Festspielen Mecklenburg-Vorpommern, den Neuburger Barockkonzerten und im Mozartsaal des Mannheimer Rosengartens.
2017 fanden Konzerte u. a. im Händel-Haus Halle, dem Festival d’Ambronay, bei den Meraner Musikwochen und dem 5. Liebenberger Flötenfestival statt.
Im Herbst 2017 produzierte das Ensemble die CD „Caught in Italian Virtuosity“, die beim Label Deutsche Harmonia Mundi im März 2018 veröffentlicht wurde.
Im Oktober 2018 wurde 4 Times Baroque mit dem Opus Klassik als Nachwuchskünstler des Jahres (Gemischtes Ensemble) ausgezeichnet.

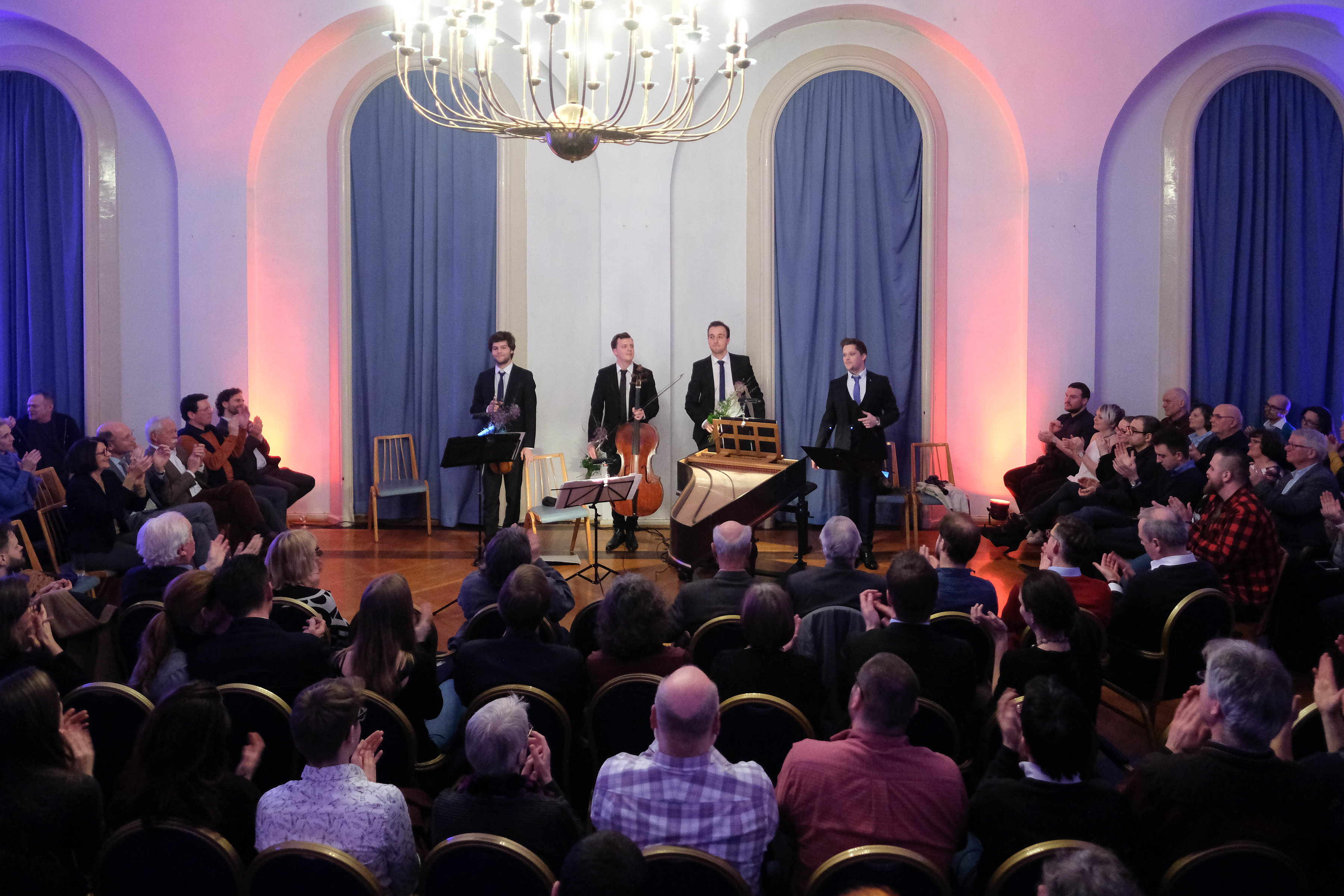
4 Times Baroque bei ihrem Releasekonzert der CD „Caught in Italian Virtuosity“ (2017)

## Auszeichnungen
- 2013: Publikumspreis beim Internationalen Biagio-Marini Wettbewerb in Neuburg an der Donau
- 2017: Förderpreis der Polytechnischen Gesellschaft Frankfurt am Main
- 2018: Opus Klassik in der Kategorie „Nachwuchskünstler des Jahres“